# ويسلي (لاعب كرة قدم مواليد 1992)
ويزلي هو لاعب كرة قدم برازيلي في مركز الدفاع، ولد في 2 أبريل 1992 في باراناغوا في البرازيل. لعب مع نادي كوريتيبا.